# Merilla
Merilla es una localidad del municipio de San Roque de Riomiera (Cantabria, España). En el año 2022 contaba con una población de 110 habitantes (INE). La localidad se encuentra a 360 metros de altitud sobre el nivel del mar, y a 5 kilómetros de la capital municipal, La Pedrosa.
- Datos: Q6011095